# Speedski-Weltcup 2025
Der Speedski-Weltcup 2025 begann am 21. Januar 2025 in Salla und endete am 20. März 2025 in Vars. 
Parallel zum Weltcup mit der Klasse S1 wurden auch wieder FIS-Rennen für alle Speedski-Klassen, von S1, S2 (ehemals SDH (Speed Downhill)) und S2 Junior, an den gleichen Orten ausgetragen. Den Gesamtweltcup in der Klasse S1 gewann der Italiener Simone Origone. Bei den Frauen wurde die Italienerin Valentina Greggio Erste.

## Weltcupwertung
| Rang | Athlet           | Punkte |
| ---- | ---------------- | ------ |
| 1    | Simone Origone   | 660    |
| 2    | Bastien Montes   | 475    |
| 3    | Simon Billy      | 430    |
| 4    | Radim Palan      | 280    |
| 5    | Tawny Wagstaff   | 237    |
| 6    | Ugo Portal       | 220    |
| 7    | Michal Bekes     | 179    |
| 8    | Marc Annan       | 174    |
| 9    | Olof Abrahamsson | 162    |
| 10   | Tom Martinez     | 150    |

| Rang | Athletin                | Punkte |
| ---- | ----------------------- | ------ |
| 1    | Valentina Greggio       | 700    |
| 2    | Cléa Martinez           | 520    |
| 3    | Agnes Abrahamsson       | 320    |
| 3    | Maelle Loridon          | 320    |
| 5    | Cornelia Thun Sandstrom | 300    |
| 6    | Marta Visa Carol        | 269    |
| 7    | Siri Kling Andersson    | 250    |
| 8    | Sylvie Hudeckova        | 182    |
| 9    | Mathilda Persson        | 116    |
| 10   | Seraina Murk            | 94     |

## Podestplatzierungen Herren
| Datum           | Ort   | 1. Platz       | 2. Platz             | 3. Platz       |
| --------------- | ----- | -------------- | -------------------- | -------------- |
| 21. Januar 2025 | Salla | Simone Origone | Simon Billy          | Bastien Montes |
| 22. Januar 2025 | Salla | Bastien Montes | Simone Origone       | Radim Palan    |
| 31. Januar 2025 | Vars  | Simone Origone | Klaus Schrottshammer | Bastian Montes |
| 2. Februar 2025 | Vars  | Simone Origone | Simon Billy          | Bastian Montes |
| 19. März 2025   | Vars  | Simone Origone | Tawny Wagstaff       | Radim Palan    |
| 20. März 2025   | Vars  | Simone Origone | Simon Billy          | Radim Palan    |
| 20. März 2025   | Vars  | Bastian Montes | Simone Origone       | Radim Palan    |

## Podestplatzierungen Damen
| Datum           | Ort   | 1. Platz          | 2. Platz          | 3. Platz                |
| --------------- | ----- | ----------------- | ----------------- | ----------------------- |
| 21. Januar 2025 | Salla | Valentina Greggio | Cléa Martinez     | Cornelia Thun Sandstrom |
| 22. Januar 2025 | Salla | Valentina Greggio | Cléa Martinez     | Cornelia Thun Sandstrom |
| 31. Januar 2025 | Vars  | Valentina Greggio | Cléa Martinez     | Agnes Abrahamsson       |
| 2. Februar 2025 | Vars  | Valentina Greggio | Agnes Abrahamsson | Siri Kling Andersson    |
| 19. März 2025   | Vars  | Valentina Greggio | Cléa Martinez     | Agnes Abrahamsson       |
| 20. März 2025   | Vars  | Valentina Greggio | Cléa Martinez     | Agnes Abrahamsson       |
| 20. März 2025   | Vars  | Valentina Greggio | Cléa Martinez     | Agnes Abrahamsson       |